# Schizomus hanseni
Espèce
Synonymes
- Trithyreus cavernicola Hansen, 1926 nec Gravely, 1912

Schizomus hanseni est une espèce de schizomides de la famille des Hubbardiidae.

## Distribution
Cette espèce est endémique de Tanzanie.
Sa présence est incertaine au Kenya.

## Publications originales
- Mello-Leitão, 1931 : Pedipalpos do Brasil e algumas notas sobre a Ordem. Arquivos do Museum Nacional, Rio de Janeiro, vol. 33, p. 7–72.
- Hansen, 1926 : Palpigradi (Deuxième série). Biospeoloqica, LIII. Archives de Zoologie Expérimentale et Générale, vol. 65, p. 167-180.